# Іштван Фрідріх
Іштван Фрідріх (угор. István Friedrich, 1 липня 1883, Малацки, нині Словаччина — 25 листопада 1951, Вац) — угорський політик, власник фабрики. У 1919 році, після розгрому Угорської Радянської Республіки, протягом 3 місяців займав посаду прем'єр-міністра Угорщини.

## Біографія
Вивчав інженерну справу в Будапештському і Шарлоттенбурзькому університетах, потім вивчав право в Будапешті та Берліні. У 1908—1920 роках був власником фабрики в Будапешті. У 1912 році вступив у Партію незалежності, а також у масонську ложу.
У 1904 році виступав за угорську національну збірну з футболу в матчі з іншою частиною імперії Габсбургів — Австрією. Згодом був футбольним суддею, потім скарбником і президентом Угорської федерації футболу (1922—1923).
Брав участь в революції айстр 1918 року, увійшов до уряду Міхая Карої. Соціалістичну революцію 1919 року зустрів вороже, з Йожефом Міндсенті і Білої Фанглером організував контрреволюційну групу. Був заарештований органами безпеки Угорської радянської республіки, однак зміг втекти.
6 серпня 1919 року взяв участь у підтриманому румунськими окупаційними силами перевороті, в ході якого був зміщений прем'єр-міністр Дьюла Пейдль і заарештовані члени його профспілкового уряду. Ерцгерцог Йозеф Август Австрійський призначений його на посаду прем'єр-міністра Угорщини 7 серпня 1919 року, і він займав цю посаду до 25 листопада 1919 року. Одночасно з посадою прем'єр-міністра був міністром оборони Угорщини до 15 березня 1920 року. Однак уже в 1921 році був на короткий час заарештований за підозрою в причетності до організації замаху на Іштвана Тису в 1916 році.
У 1919 році став засновником і лідером Християнської національної партії, потім Християнської партії національної єдності. На початку 1920-х років заснував крайню праву політичну асоціацію. Був членом угорського парламенту в 1920—1939 роках.
У роки режиму Матяша Ракоші заарештований у справі Йожефа Грьоса в 1951 році. Помер у в'язниці.